# Acacia dietrichiana
Acacia dietrichiana é uma espécie de leguminosa do gênero Acacia, pertencente à família Fabaceae.